# Подводни вулкан
Подводни вулкани су подводне пукотине у Земљиној кори из којих излази магма. Многи подморски вулкани се налазе у близини подручја формирања тектонских плоча, познатих као средњоокеански гребени. Процењује се да само вулкани на средњеокеанским гребенима чине 75% производње магме на Земљи. Иако се већина подморских вулкана налази у дубинама мора и океана, неки постоје и у плиткој води, и они могу испуштати материјал у атмосферу током ерупције. Подморски вулкан Колумбо у Егејском мору откривен је 1650. године када је еруптирао, усмртивши око 70 људи на оближњем острву Санторини. Укупан број подморских вулкана се процењује на преко 1 милион (већина је сада изумрла) од којих се око 75.000 уздиже више од 1 km изнад морског дна. Познато је да је само 119 подморских вулкана у Земљиним океанима и морима еруптирало током последњих 11.700 година.
Хидротермални отвори, места обилне биолошке активности, обично се налазе у близини подморских вулкана. Хидротермални отвори постоје зато што је земља геолошки активна и има велике количине воде на својој површини и унутар своје коре. Под морем они могу формирати особине које се називају црни пушачи или бели пушачи. У односу на већину дубоког мора, подручја око хидротермалних отвора су биолошки продуктивнија, често се у њима налазе сложене заједнице које се покрећу хемикалијама раствореним у течностима отвора. Хемосинтетичке бактерије и археје чине основу ланца исхране, подржавајући различите организме, укључујући џиновске црве, шкољке, прилепке и шкампе. Сматра се да активни хидротермални отвори постоје на Јупитеровом месецу Европи и Сатурновом месецу Енкеладу, и спекулише се да су древни хидротермални отвори некада постојали на Марсу.

## Подводни вулкан
Процењује се да из њих изађе 75% целокупне магме која изађе из Земљине унутрашњости. Већина их се налази у дубинама океана, а неки могу да буду ближи површини мора па понекад могу избацивати свој материјал у ваздух. Укупан број подводних вулкана се процењује на 1 милион, од којих је 75000 узвишено 1 км изнад површине морског дна.

### Познати подводни вулкани
1. Суматра, Индонезија
2. Јашур вулкан, Вануату
3. Елдфел вулкан, Ирска
4. Ђени, Гранада
5. Братски вулкан, Нови Зеланд

## Утицај воде на вулкане
Присуство воде може знатно изменити карактеристике вулканских ерупција и експлозија подводних вулкана у односу на оне на копну.
На пример, вода изазива магму много брже да се охлади и стврдне него у копненој ерупцији, а често га претвори у вулканско стакло. Лава формирана подморским вулканом је потпуно другачији од копнених лава. Након контакста са водом, чврста кора се формира око лаве. Напредована лава се улива у ту чврсту кору, формирајући оно шсто се зове јастучаста јава.
Испод дубине океана од око 2200 м, где притисак прелази критичну тачку, где више не моѕе прокључати. Без звука који вулкан производи током кључања воде, веома дубоки вулкани је теже проналазе упркос коришћења хидрофона на великим удаљеностима.

## Врсте ерупција подводних вулкана
Постоји две врсте ерупција подводних вулкана: Једна се креира спорим ослобађањем и пуцањем великих мехура лаве,а друга се формира брзом експлозијом мехура испоњеним гасом.Лава може утицати на морске животиње и екосистем другачије него гас под водом, тако да је важно разликовати ова два.
Научници су успели да повежу звукове призора у обе врсте ерупција. У 2009. години, видео камера и хидрофон су плутали 1.200 метара испод нивоа мора у Тихом океану у близини Самоа, гледајући и слушајући како је вулкан Западни Мата еруптирао у неколико наврата. Стављањем видеа и аудија заједно омогућило је истраживачима да науче звукове направљене од спорог пуцања лаве и различитих звукова направљених од стране стотинак гасних мехура.

## Истраживање
Научници морају још много да науче о локацији и активностима подводних вулкана. У прве две деценије овог века, NOAA-ин Уред за истраживање океана финансирао је истраживање подморских вулкана, при чему су посебно вредне пажње мисије Ватреног прстена до Маријанског лука у Тихом океану. Користећи возила на даљинско управљање (ROV), научници су проучавали подводне ерупције, језерце растопљеног сумпора, црне димњаке, па чак и морски живот прилагођен овом дубоком, врућем окружењу.
Истраживања са ROV KAIKO на обали Хаваја сугеришу да се токови лаве пахоехое јављају под водом, а степен нагиба подморског терена и брзина довода лаве одређују облик насталих режњева.
У августу 2019, новински медији су известили о великом сплаву пловућца који плута у јужном Пацифику између Фиџија и Тонге. Накнадна научна истраживања открила су да је сплав од пловућца настао ерупцијом оближњег подморског вулкана, који је директно посматран као вулкански облак на сателитским снимцима. Ово откриће ће помоћи научницима да боље предвиде претходнике подморске ерупције, као што су земљотреси ниске фреквенције или хидрофонски подаци, користећи машинско учење.

## Подморске планине
Многи подморски вулкани су подморске планине, обично угашени вулкани који се нагло уздижу са морског дна од 1.000 до 4.000 метара дубине. Океанографи их дефинишу као независне карактеристике које се уздижу на најмање 1.000 метара изнад морског дна. Врхови се често налазе стотинама до хиљадама метара испод површине, та се стога сматра да се налазе унутар дубоког мора. Процењује се да се широм света налази око 30.000 подморских планина, а само неколико њих је проучавано. Међутим, неке подводне планине су такође необичне. На пример, док су врхови подморских планина обично стотинама метара испод нивоа мора, Буи подморске планине у канадским пацифичким водама се уздижу са дубине од око 3.000 метара на 24 метра од површине мора.

## Препознавање типова ерупција по звуковима
Постоје две врсте звука које стварају подморске ерупције: једна настаје спорим ослобађањем и пуцањем великих мехурића лаве, док је друга створена брзим експлозијама мехурића гаса. Коришћење ове методе да би се разликовало ово двоје може помоћи у мерењу повезаних утицаја на морске животиње и екосистеме, запремина и састав тока лаве се такође могу проценити и уградити у модел за екстраполацију потенцијалних ефеката.
Научници су успели да повежу звукове са призорима у обе врсте ерупција. Године 2009, видео камера и хидрофон плутали су 1.200 метара испод нивоа мора у Тихом океану у близини Самое, посматрајући и слушајући како вулкан Вест Мата еруптира на неколико начина. Спајање видео и аудио записа омогућило је истраживачима да науче звукове који стварају спори прасак лаве и различите звукове које стварају стотине гасних мехурића.

## Занимљивости
У близини подводних вулкана често се налазе хидротермални извори где је биљни свет врло наглашен. Вода знатно утиче на својства вулканске ерупције уједно и на вулканске експлозије.
Многи су вулкани подморске планине које су настале деловањем данас угашених вулкана. Обично им је основица на 1000-4000 метара дубине те их океанографи дефинишу планинама тек кад се од морског дна уздижу бар 1000 метара. Врхови су им претежно барем неколико стотина метара од површине мора па се сматра да су у дубоком мору.